# Pseudorhynchus crassiceps
Pseudorhynchus crassiceps är en insektsart som först beskrevs av Wilhem de Haan 1842.  Pseudorhynchus crassiceps ingår i släktet Pseudorhynchus och familjen vårtbitare. Inga underarter finns listade i Catalogue of Life.